# Sülte (Hildesheim)

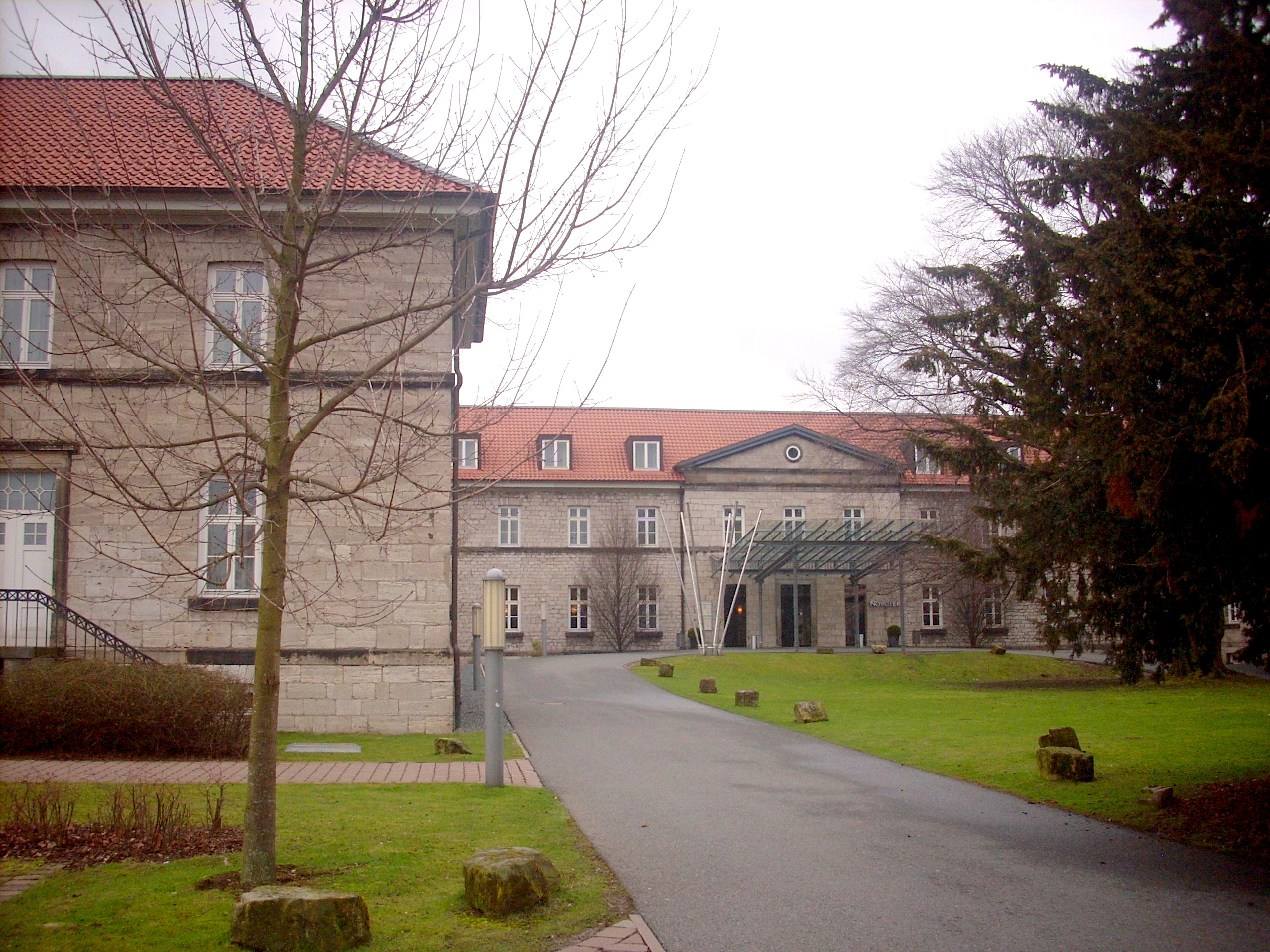
Die Sülte

Die Sülte ist ein ehemaliger Klosterbezirk in Hildesheim, der zu seiner Gründungszeit im 11. Jahrhundert knapp außerhalb der Stadtmauern im Osten vor dem Ostertor lag.

## Geschichte
Der Name Sülte (lat. Sulza) rührt von einer Salzquelle her, die der Legende nach der Grund für die Errichtung einer Kapelle an dieser Stelle durch Bischof Godehard von Hildesheim war. Der Hildesheimer Domkanoniker Wolfhere berichtet in seiner kurz nach 1054 entstandenen Vita posterior Godehardi episcopi, dass sich östlich der Stadt bei der Sulza genannten Quelle ein palus horrifica, ein schrecklicher Sumpf, befinde. Dort seien bei Tag und bei Nacht „fürchterliche Erscheinungen“ zu sehen und zu hören, denen Godehard mit „dem Kreuze und den Reliquien der Heiligen“ ein Ende setzte, indem er dort 1025 eine Kapelle zu Ehren des heiligen Apostels Bartholomäus und ein Pilgerhospital, das Bartholomäusstift, gründete. Mit der Kapelle wurde hier möglicherweise auch ein noch bestehender heidnischer Kultort vereinnahmt, um vorchristliche Gebräuche und Vorstellungen zurückzudrängen. Schon vorher hatte Godehard an dieser Stelle eine wohl nur sehr kurzlebige Burg errichten lassen. Die aus der ersten Kapelle entstandene Klosterkirche wurde am 25. August 1034 geweiht.
Bischof Bruning wandelte das Stift in ein Kloster der Augustiner-Chorherren um. Er verbrachte dort 1120 sein letztes Lebensjahr und wurde in der Klosterkirche bestattet.
1440 wurde der Konvent von dem Klosterreformer Johannes Busch, Windesheimer Chorherren, reformiert. Ab 1459 war dieser Propst des Klosters und erneuerte von hier aus bis zu seinem Tod um 1480 weitere Klöster. Im Zuge der Einführung der Reformation in Hildesheim wurde das Sültekloster 1556 zerstört, erneut während des Dreißigjährigen Krieges.
Aufgehoben wurde das Kloster im Zuge der Säkularisation 1803. Die bis dahin von den Chorherren betreute Gemeinde wurde danach von der katholischen Michaelisgemeinde aufgenommen, zwei Altäre gelangten in die Kirche in Groß Düngen. Von den Klosterbauten sind lediglich einige auf Pfahlgründungen ruhende Fundamente erhalten.
Die heutigen Gebäude stammen von einer Psychiatrischen Anstalt, die 1849 als dritter Standort der Hildesheimer Heil- und Pflegeanstalt eröffnet wurde; die anderen Standorte befanden sich in den ebenfalls aufgehobenen Klöstern von St. Michael (eröffnet 1827) und St. Magdalenen (1833). Die Anstalt war eine der ersten Einrichtungen, die von Beginn an als psychiatrisches Krankenhaus errichtet und nach funktionalen Gesichtspunkten geplant wurde, sie galt bald als „größte und angesehenste Anstalt Deutschlands“. Der Serienmörder Fritz Haarmann war hier in der zweiten Hälfte der 1890er Jahre, 20 Jahre vor seiner Mordserie, zeitweise untergebracht.
Im Zweiten Weltkrieg wurde in der Sülte ein Militärlazarett eingerichtet. Bei einem Luftangriff am 3. März 1945 wurde ein Gebäudeflügel von Sprengbomben beschädigt, die Schäden konnten jedoch bald wieder behoben werden.
Nach dem Umzug der Klinik 1976 an den neuen Standort am Galgenberg stand das Gebäude jahrzehntelang leer. In den 1980er Jahren war es für ein Landesmuseum Schlesien vorgesehen, das jedoch infolge der Wende in Görlitz entstand. Im Jahr 2000 ließen Investoren die Sülte in ein Tagungshotel der damaligen Dorint AG umbauen. Mittlerweile ist es ein Novotel Hotel des französischen Konzerns Accor.

## Sültequelle

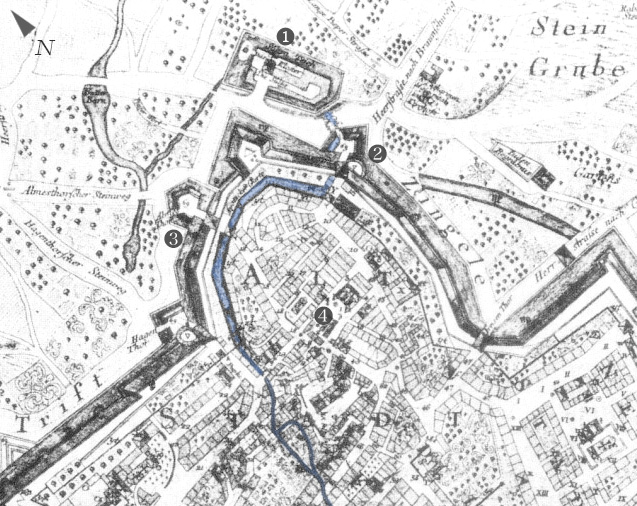
Hildesheimer Stadtplan um 1760 (Detail): 1 Sültekloster, 2 Ostertor, 3 Almstor, 4 Rathausmarkt.

Die Sültequelle war bis gegen Ende des 19. Jahrhunderts von großer Bedeutung für die Wasserversorgung Hildesheims. Schon 1249 hatte die Stadt Nutzungsrechte an der Quelle erworben, ihr Wasser trieb bis etwa 1400 die Mühlen am nahegelegenen Ostertor und am Almstor an, wohin es innerhalb der Stadtmauer etwa entlang der heutigen Wallstraße mit dem sogenannte Fischgraben geleitet wurde und sich dort mit dem Ortsschlump zur Treibe vereinigte. Auch die äußeren Gräben der im 15. Jahrhundert entstehenden Wallanlagen wurden zum Teil von der Sültequelle gespeist.

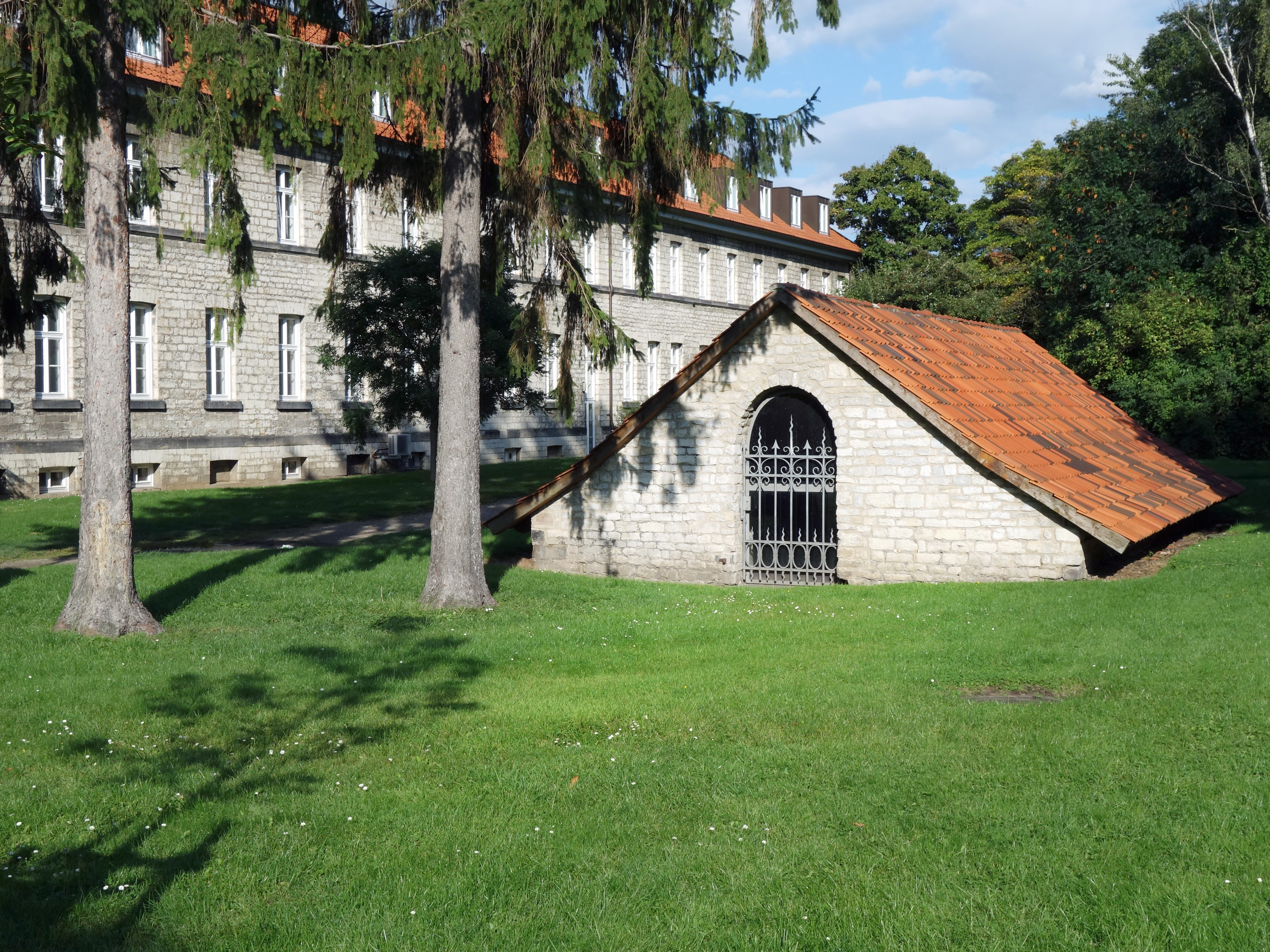
Das Quellhaus der Sültequelle (2017)

Das Wasser der Sültequelle ist von guter Qualität und weitgehend unabhängig von den aktuellen Niederschlagsmengen, daher wurde es seit dem 15. Jahrhundert überwiegend zur Trinkwasserversorgung der Stadt genutzt. Mit einem Kunstgraben wurde es vom Quellbecken zu einer Wasserkunst am Ostertor an der Ecke der heutigen Bahnhofsallee geleitet, einem wassergetriebenen Schöpfrad, welches das Wasser in ein Reservoir im ersten Stock des Gebäudes der Wasserkunst förderte. Von diesem erhöhten Niveau aus speiste es über Wasserleitungen zahlreiche öffentliche Brunnen in der Stadt, so zum Beispiel auch den Marktbrunnen vor dem Rathaus.
1836 erwarb die Stadt die Quelle und übernahm die Pflege und den Ausbau des Leitungsnetzes. Noch im Jahre 1893 lieferte sie täglich bis zu 350 m³ Wasser für 52 öffentliche Brunnen und „Laufpfosten“ (Wasserentnahmestellen).
Mit der Aufnahme der Wasserförderung aus der Ortsschlumpquelle 1887 und der Inbetriebnahme des Wasserwerkes in der Goslarschen Landstraße 1894 begann der systematische Aufbau einer modernen öffentlichen Wasserversorgung, die bald das Versorgungsnetz der Sültequelle ersetzte, bis November 1895 wurden sämtliche Anlagen und auch die Wasserkunst am Ostertor abgebaut. Das Wasser der Sültequelle wurde ab 1896 über eine Rohrleitung zur Versorgung des Städtischen Gaswerkes und des Hildesheimer Hallenbades an der Speicherstrasse abgeleitet. Heute speist das Wasser den Seniorengraben im Liebesgrund.
Das gemauerte und überdachte Sammelbecken der Quelle aus den 1840er Jahren ist bis heute erhalten, das Gebäude stammt in seiner heutigen Form jedoch aus den 1970er Jahren.